# Asura xanthophaea
Asura xanthophaea är en fjärilsart som beskrevs av De Toulgoët 1977. Asura xanthophaea ingår i släktet Asura och familjen björnspinnare. Inga underarter finns listade i Catalogue of Life.